# Kypello Ellados 1989-1990
La Coppa di Grecia 1989-1990 è stata la 48ª edizione del torneo. La competizione è terminata il 17 maggio 1990. L'Olympiacos ha vinto il trofeo per la diciottesima volta, battendo in finale l'OFI Creta.

## Fase a gruppi

### Gruppo 1
| Squadre          | Punti |
| ---------------- | ----- |
| Olympiakos Volos | 8     |
| Athīnaïkos       | 6     |
| Kalamata         | 3     |
| Thriamvos        | 2     |
| Preveza          | 1     |

### Gruppo 2
| Squadre    | Punti |
| ---------- | ----- |
| Olympiacos | 6     |
| Sparta     | 5     |
| Korinthos  | 4     |
| Kallithea  | 4     |
| Irodotos   | 1     |

### Gruppo 3
| Squadre           | Punti |
| ----------------- | ----- |
| Panachaïkī        | 6     |
| Edessaïkos        | 6     |
| Skoda Xanthi      | 5     |
| Agrotikos Asteras | 2     |
| Lilas Vasilikou   | 1     |

### Gruppo 4
| Squadre              | Punti |
| -------------------- | ----- |
| PAOK                 | 6     |
| Egaleo               | 5     |
| Anagennīsī Giannitsa | 4     |
| Panelefsiniakos      | 3     |
| Kozani               | 2     |

### Gruppo 5
| Squadre             | Punti |
| ------------------- | ----- |
| AEK Atene           | 7     |
| Panargeiakos        | 5     |
| Alexandria          | 5     |
| Anagennīsī Karditsa | 2     |
| Anagennisi Arta     | 1     |

### Gruppo 6
| Squadre         | Punti |
| --------------- | ----- |
| Panathīnaïkos   | 8     |
| Apollōn Smyrnīs | 4     |
| Doxa Vyrona     | 4     |
| Makedonikos     | 3     |
| Acaia           | 1     |

### Gruppo 7
| Squadre      | Punti |
| ------------ | ----- |
| Paniōnios    | 6     |
| Panaitōlikos | 6     |
| Atromītos    | 4     |
| Eordaikos    | 3     |
| Pontii Veria | 1     |

### Gruppo 8
| Squadre               | Punti |
| --------------------- | ----- |
| Charafgiakos Iliopoli | 6     |
| Arīs Salonicco        | 6     |
| Kavala                | 4     |
| Kyriakio              | 2     |
| Anagennisi Neapoli    | 2     |

### Gruppo 9
| Squadre      | Punti |
| ------------ | ----- |
| Larissa      | 7     |
| Pierikos     | 6     |
| PAS Giannina | 5     |
| Aiginiakos   | 2     |
| Panarkadikos | 0     |

### Gruppo 10
| Squadre         | Punti |
| --------------- | ----- |
| Levadeiakos     | 7     |
| Proodeftikī     | 6     |
| Diagoras        | 5     |
| Acharnaïkos     | 2     |
| Apollon Larissa | 0     |

### Gruppo 11
| Squadre          | Punti |
| ---------------- | ----- |
| Ionikos          | 7     |
| Nikī Volo        | 4     |
| Kilkisiakos      | 4     |
| Naoussa          | 4     |
| Ethnikos Asteras | 1     |

### Gruppo 12
| Squadre              | Punti |
| -------------------- | ----- |
| Īraklīs              | 6     |
| Rethymniakos         | 6     |
| Mesolongi            | 3     |
| Achille Farsala      | 3     |
| Anagennisi Kolindros | 2     |

### Gruppo 13
| Squadre             | Punti |
| ------------------- | ----- |
| Panserraïkos        | 5     |
| GAS Veria           | 5     |
| Olympiakos Loutraki | 2     |
| Asteras Ampelokipon | 0     |

### Gruppo 14
| Squadre        | Punti |
| -------------- | ----- |
| Ethnikos Pireo | 5     |
| PAONE          | 4     |
| Doxa Dramas    | 2     |
| Rodos          | 1     |

### Gruppo 15
| Squadre           | Punti |
| ----------------- | ----- |
| OFI Creta         | 5     |
| Kerkyra           | 3     |
| Odysseas Kordelio | 3     |
| Nigrita           | 1     |

### Gruppo 16
| Squadre            | Punti |
| ------------------ | ----- |
| Apollōn Kalamarias | 5     |
| Īlisiakos          | 3     |
| Trikala            | 2     |
| Kastoria           | 2     |

## Sedicesimi di finale
| Squadra 1          | Totale      | Squadra 2             | Andata | Ritorno           |
| ------------------ | ----------- | --------------------- | ------ | ----------------- |
| Panachaïkī         | 4 - 2       | Ethnikos Pireo        | 2 – 0  | 2 - 2             |
| Paniōnios          | 5 - 1       | Nikī Volo             | 3 – 0  | 2 - 1             |
| PAONE              | 3 - 4       | Charafgiakos Iliopoli | 2 – 4  | 1 - 0             |
| GAS Veria          | 0 - 1       | Apollōn Smyrnīs       | 0 – 1  | 0 - 0             |
| Proodeftikī        | 1 - 3       | Olympiacos            | 1 – 1  | 0 - 2             |
| Levadeiakos        | 2 - 3       | Olympiakos Volos      | 2 – 2  | 0 - 1             |
| Panaitōlikos       | 2 - 3       | Pierikos              | 1 – 1  | 1 - 2             |
| Panargeiakos       | 3 - 4       | Athīnaïkos            | 1 – 2  | 2 - 2             |
| PAOK               | 1 - 1       | Sparta                | 1 – 0  | 0 - 1 (2 – 0 dtr) |
| Arīs Salonicco     | 5 - 1       | Edessaïkos            | 3 – 0  | 2 - 1             |
| Ionikos            | 2 - 0       | AEK Atene             | 2 – 0  | 0 - 0             |
| Apollōn Kalamarias | 6 - 1       | Egaleo                | 3 – 0  | 3 - 1             |
| Panserraïkos       | 3 - 9       | OFI Creta             | 2 – 3  | 1 - 6             |
| Panathīnaïkos      | 4 - 1       | Rethymniakos          | 3 – 0  | 1 - 1             |
| Īraklīs            | 1 - 1 (gfc) | Īlisiakos             | 0 – 0  | 1 - 1 (dts)       |
| Larissa            | 6 - 4       | Kerkyra               | 3 – 1  | 3 - 3             |

## Ottavi di finale
| Squadra 1             | Totale | Squadra 2       | Andata | Ritorno           |
| --------------------- | ------ | --------------- | ------ | ----------------- |
| OFI Creta             | 2 - 1  | Arīs Salonicco  | 1 – 1  | 1 - 0             |
| Athīnaïkos            | 2 - 1  | Paniōnios       | 2 – 0  | 0 - 1             |
| Charafgiakos Iliopoli | 2 - 3  | Apollōn Smyrnīs | 2 – 1  | 0 - 2             |
| PAOK                  | 1 - 1  | Olympiacos      | 1 – 0  | 0 - 1 (3 – 5 dtr) |
| Panathīnaïkos         | 7 - 3  | Pierikos        | 4 – 2  | 3 - 1             |
| Apollōn Kalamarias    | 1 - 3  | Īraklīs         | 1 – 1  | 0 - 2             |
| Olympiakos Volos      | 5 - 1  | Panachaïkī      | 3 – 0  | 2 - 1             |
| Ionikos               | 1 - 1  | Larissa         | 1 – 0  | 0 - 1 (8 – 9 dtr) |

## Quarti di finale
| Squadra 1       | Totale      | Squadra 2        | Andata | Ritorno |
| --------------- | ----------- | ---------------- | ------ | ------- |
| Apollōn Smyrnīs | 3 - 3 (gfc) | Larissa          | 1 – 1  | 2 - 2   |
| Olympiacos      | 6 - 2       | Olympiakos Volos | 5 – 0  | 1 - 2   |
| Athīnaïkos      | 3 - 5       | OFI Creta        | 3 – 0  | 0 - 5   |
| Panathīnaïkos   | 6 - 4       | Īraklīs          | 6 – 1  | 0 - 3   |

## Semifinali
| Squadra 1  | Totale | Squadra 2       | Andata | Ritorno     |
| ---------- | ------ | --------------- | ------ | ----------- |
| OFI Creta  | 1 - 0  | Apollōn Smyrnīs | 0 – 0  | 1 - 0       |
| Olympiacos | 5 - 4  | Panathīnaïkos   | 2 – 1  | 3 - 3 (dts) |

## Finale
| Arbitro: | Stavros Zakestidis (Salonicco) |

|                                                                |           |                         |
| Tsalouchidīs 12’ Détári 29’ Tsalouchidīs 69’ Détári 89’ (rig.) | Marcatori | 48’ Vlastos 53’ Tsimbos |